# Placa sud-americana

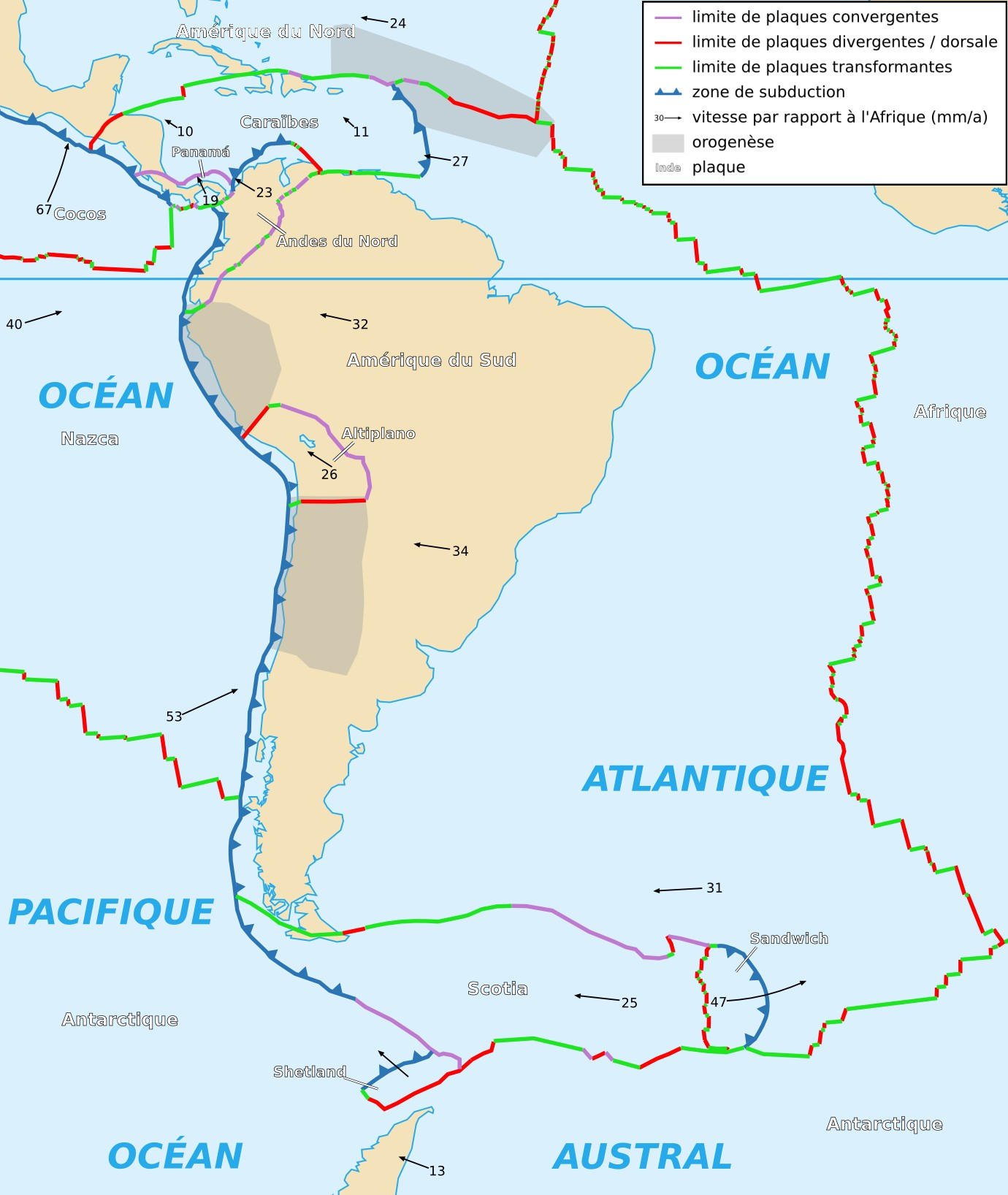
Mapa de la placa sud-americana

La placa sud-americana és una placa tectònica que inclou Sud-amèrica i la porció del sud de l'oceà Atlàntic compresa entre la costa sud-americana i la dorsal meso-atlàntica. Té una extensió d'uns 9 milions de km², o 1,030 45 estereoradiants. Se l'associa generalment a la placa del nord dels Andes i a la de l'Altiplano.
El límit convergent a l'oest ha generat dos notables fenòmens: la serralada dels Andes i la fossa xilena-peruana; mentre que a l'est el límit divergent amb la placa africana va permetre l'aparició de l'oceà Atlàntic i, posteriorment, la dorsal meso-atlàntica.
Les plaques limítrofes són:
- Al nord, la placa del Carib i la placa nord-americana
- Al sur, la placa escocesa i la placa antàrtica
- A l'est, la placa africana
- A l'oest, la placa de Cocos i la placa de Nazca